# 류상태
류상태는 종교자유정책연구원의 대표이다.

## 학력
- 중앙대학교 철학과 졸업
- 1983년 장로회신학대학교 졸업[1]

## 경력
- 염광여자메디텍고등학교 시간강사
- 영락교회 전임전도사
- 1985년 목사안수
- 숭의여자중학교 종교교사
- 대광고등학교 교목실장
- 한국기독교교회협의회 교목 협회장
- 당당뉴스 칼럼니스트[2]

## 사건
- 2004년 10월 대광고 강의석 사건